# Blue Danube
Blue Danube fue una banda austriaca que representó a su país en el Festival de la Canción de Eurovisión 1980. El grupo cantó la canción "Du bist Musik" ("Tú eres música"), que nos habla acerca de famosos músicos y tipos de música. La banda fue la primera en presentarse y terminó en 8.º lugar con 64 puntos. La banda estaba compuesta por Marty Brem, Wolfgang 'Marc' Berry, Sylvia Schramm, Rena Mauris y Wolfgang Weiss.
Luego de su participación en Eurovisión, el grupo jamás se volvió a escuchar.